# BC Parks
BC Parks est une agence gouvernementale dépendant du ministère de l'Environnement (Ministry of Environment) de la province de Colombie-Britannique au Canada, qui est chargée de la gestion des parcs provinciaux de la Colombie-Britannique, ainsi que de celle des aires protégées, des aires de conservation, des aires de loisir et des réserves écologiques. Au sein du ministère, BC Parks est rattachée à la division Environmental Stewardship qui œuvre pour développer, promouvoir et mesurer l'avancement des objectifs provinciaux en ce qui concerne la protection des ressources vivantes et qui fournit des services de loisirs liés à la pêche et à la vie sauvage.
La mission de BC parks est double :
- gérer des parcs pour préserver les espaces naturels les plus remarquables et la diversité des environnements sauvages,
- permettre l'accès à des espaces de loisirs de plein air sains et de haute qualité, tout en protégeant l'environnement.

BC Parks s'efforce de maintenir un équilibre entre ses objectifs en matière de protection de la nature et de loisirs récréatifs.